# مونفومو
مونفومو (به ایتالیایی: Monfumo) یک کومونه در ایتالیا است که در استان ترویزو واقع شده‌است.

## خصوصیات
مونفومو ۱۱٫۳ کیلومترمربع مساحت و ۱٬۴۴۷ نفر جمعیت دارد.